# مولودية وهران (كرة اليد)
نادي مولودية وهران (كرة اليد)، هو نادي كرة يد جزائري مقرّه في وهران، ينتمي إلى نادي متعدد الرياضات مولودية وهران الذي تأسس يوم 1 يناير 1917. هو أحد أبرز نوادي اليد الجزائرية، العربية والإفريقية. يلعب في قصر الرياضة حمو بوتليليس الشهير الذي تتسع لـ5000 مناصر.

## اللاعبين الكبار عبر تاريخ النادي
| - عبد الكريم بن جميل - مصطفى دوبالة - عبد السلام بن مغسولة - بوعا مخلوفي - جمال حراث | - سفيان الإمام - علي هود - نصر الدين بسجراري - عبد الجليل بوعناني - سليم نجال |  |

## إنجازات النادي

### الإنجازات المحلية
- الدوري الجزائري لكرة اليد (2)

البطل : 1983 و1992
- كأس الجزائر لكرة اليد (2)

البطل : 1984 و1986
الوصيف : 1979, 1982, 1985, 1988, 1989, 1999

### الإنجازات الدولية
- كأس إفريقيا للأندية الفائزة بالكؤوس (1)

البطل : 1987 ببور سعيد
الوصيف : 1988 بوهران
- البطولة العربية للأندية البطلة (3)

البطل : 1983 بوهران، 1984 بسيهات و1988 بتونس العاصمة
الوصيف : 1994 بدرعا
الثالث : 1985 بدمشق
- البطولة العربية للأندية الفائزة بالكؤوس

الرابع : 1999 بتونس

## مواضيع مشتركة
- مولودية وهران
- مولودية وهران (كرة القدم)
- مولودية وهران (كرة السلة)

## وصلات خارجية
- (بالعربية) الموقع الرسمي لمولودية وهران بالعربية
- (بالفرنسية) الموقع الرسمي لمولودية وهران بالفرنسية